# Кучма Тарас Ярославович
Тарас Ярославович Кучма (нар. 11 листопада 1965, м. Дрогобич Львівська область) — український самоврядовець, громадський діяч; за фахом — лікар. Міський голова Дрогобича з жовтня 2015 року та голова Дрогобицької об'єднаної територіальної громади з листопада 2020 року.

## Біографія
У 1973—1983 роках — учень Дрогобицької середньої школи № 8.
У 1983 році — санітар операційного блоку Дрогобицької лікарні. У 1983—1985 роках — служба в Радянській армії. У 1985—1986 роках — токар механічного цеху Дрогобицького долотного заводу.
У 1986—1992 роках — студент Тернопільського, а потім Тюменського державних медичних інститутів. У 1992—1993 роках — навчання в інтернатурі Центрального інституту вдосконалення лікарів у Москві. Отримав кваліфікацію лікаря анестезіолога-реаніматолога.
У 1993—1996 роках — лікар анестезіолог-реаніматолог в Тюменській обласній лікарні Російської Федерації.
У 1996—2015 роках — лікар анестезіолог-реаніматолог Дрогобицької міської лікарні № 1. У червні 2014 року отримав кваліфікацію лікаря вищої категорії.
З 2004 року — член громадської організації «ПОРА». У 2006 — 2010 р. — депутат Дрогобицької міської ради від громадської організації «ПОРА». З 2013 р. — голова ради громадської організації «Дрогобицький майдан».
З 1 вересня 2014 року — доброволець-солдат взводу розвідки українського батальйону імені генерала Кульчицького. З 20 листопада 2014 року — офіцер групи інструкторів батальйону оперативного призначення. З січня 2015 року — начальник медичної служби українського батальйону імені генерала Кульчицького.
20 березня 2015 року за мужність і героїзм проявлений під час виконання військового обов'язку в зоні антитерористичної операції нагороджений почесною грамотою Верховної Ради України. Також нагороджений відзнаками «За безпеку народу» (18 листопада 2014 року), «За доблесну службу» (26 січня 2015 року), медаллю «За жертовність і любов до України» (23 грудня 2014 року).
25 жовтня 2015 року на чергових місцевих виборах обраний міським головою Дрогобича. Висунутий на посаду міського голови від Дрогобицької міської у Львівській області організації політичної партії «Громадський рух „Народний контроль“».
22 листопада 2020 року обраний головою Дрогобицької об'єднаної територіальної громади у другому турі чергових місцевих виборів 2020 року.
Склад родини: дружина — Кучма Лідія Петрівна (1967 р. н.). Сини — Остап (1989 р. н.) і Тарас (2006 р. н.), дочка — Уляна (1990 р. н.).

## Скандал
4 червня 2018 року за участю міського голови трапився скандал: під час словесної перепалки через вивезення сміття з міста Тарас Кучма двічі вдарив одного з мешканців, що перекрили дорогу на міське сміттєзвалище. Тому 18 листопада 2019 року Прокуратура Львівської області оголосила йому повідомлення про підозру у вчиненні злочину за ч. 1 ст. 125 Кримінального кодексу України — легкі тілесні ушкодження.